# 秦晖
秦晖（1953年12月—），笔名卞悟，广西龙胜人，生于南宁市，是中華人民共和國历史学家、经济学家、自由派公共知识分子。主要研究方向是中国农民史、土地制度变迁史、经济史，对秦汉史、中国思想史、明清史、中国近代史、苏联东欧社会转型与中国的对比、国企改革、农民问题亦有研究。
曾任陕西师范大学教授、清华大学人文社会科学学院历史系教授、博士生导师，现任香港中文大学教授。

## 生平
生于1953年12月。根据秦晖的自述，他患有先天性青光眼，出生后右眼即失明，曾在广西、湖南等地求医，最终在上海的汾阳路医院（今复旦大学附属眼耳鼻喉科医院）动了眼科手术，方才保住左眼的视力。但即便动过手术后，因先天性青光眼造成的视神经萎缩后遗症，秦晖的左眼视力依然很差。
文革开始时，是南宁四中的初一学生。至1967年，广西全省分化为两大派，秦晖成为广西四二二派在南宁四中的基层组织“四中革联”的一员。1968年5月离开南宁随母亲到浙江宁波的外婆家，此后广西局势大变，8月回南宁。1969年9月毕业。1969年至1978年在广西田林县插队，加入中国共青团和中国共产党。
1977年12月参加文革后首次高考，未被录取。1978年研究生初试通过，当局发给路费150元，到兰州复试通过。因认为秦晖视力差，兰州大学招生部门曾想拒绝录取秦晖，但在秦晖报考的硕士导师，中国农民战争史与土地制度史学科的开拓者赵俪生坚持下，最终还是成功进入兰州大学就读。
1981年获兰州大学历史学硕士，是文革之后首批毕业的硕士研究生。1982年起任教于陕西师范大学，1992年破格晋升为陕西师范大学教授。
硕士时期的研究方向主要是明清土地制度与农民战争史。1980年代初主要集中在农民史方面，80年代后期开始研究古代商品经济史及中外比较经济史。1990年代结合历史研究与现实研究，在社会调查和历史文献分析的基础上建立了“农民学”，包括主要研究农民，农业，农村社区的狭义农民学和主要研究农业国家，农业文明以及传统社会演进改革的广义农民学，还主编了《农民学丛书》。
1995年调入清华大学，任人文社会科学学院历史系教授、博士生导师，直至2018年7月。 在陕西师范大学和清华大学开设过的课程包括西方近现代史思想史专题、中国古代史 (秦汉史）、中国经济史、古典商品经济、 计量史学概论、明清关中农村经济与社会、 封建社会形态学、农民社会现代化（中、 西、俄之比较）、明清史、农民学与中国传统社会、中国社会史专题。
2018年8月，秦晖从清华大学退休，現任香港中文大學訪問教授。曾于2018-2019学年在香港中文大学政治与行政学系任教修课式研究院硕士生课程《转型期政治与大中华》以及《大中华地区的政府与政治专题（二）》。
近年，秦晖与妻子金雁定居于日本等地，并从事跨国历史游学和讲学工作，仍积极活跃于网络直播、线下讲座以及在线出版等。

## 学术成果
曾任《方法》、《开放时代》、《中国学术》和《中国社会科学季刊》等学术刊物的编委。主持过国家社科基金项目“现代化中的农民群体研究”，1992年他获得中国高校教师霍英东奖金。个人承担并完成了七五国家社科基金项目《田园诗与狂想曲》，参加国家六五和七五规划的历史学科重点项目多卷本《清代全史》与《清史人物传稿》，以及陕西省社会科学重点项目十卷本《陕西通史》等。曾获得陕西省社会科学成果奖、陕西师大青年优秀论文奖，并且5次获得陕西师大科研成果综合奖。

## 学术兼职
美国哈佛大学费正清研究中心客座研究员，哈佛燕京学社访问学者，中国经济体制改革研究会特邀研究员，中国经济史学会理事，中国农民史研究会理事，北京天则经济研究所特邀研究员，中国青少年发展基金会理事及社区文化委员会委员、研究委员会委员，洪范法律与经济研究所研究员。

## 观点与思想
提出了“共同的底线”、“秦制”、“关中模式”、“黄宗羲定律”等说法。秦晖1997年将历史上“农民负担简而复繁，出现反弹，反而越改越重”的现象总结为“黄宗羲定律”，2003年引起温家宝总理的注意。中国于2006年废除了农业税。 秦晖是中国农民学的开创者之一，也是较早关注和研究南非现代化改革的中国学者，是“低人权优势”、“尺蠖效应”、“共同的底线”、“负福利国家”、“关中模式”与“太湖模式”、“大、小共同体本位”、“昂纳克寓言”、“问题殖民”、“实践自由”、“宗法农民”、“秦制”与“周制”、“雅典（罗马）式道路”与“马其顿式道路”、“为自由而限权，为福利而问责”等概念的提出者。长期关注当代农民问题，是取消农业税的重要倡导者。在九十年代私有化国企改革时，较早反对以“权抢钱，钱买权”“掌勺者私管大锅饭”的官僚资本作为经济发展的原始积累。
秦晖认为，爱国主义必须要使“国”真正成为国民之国，“国家利益”真正等同于国民利益，“国家主权”也真正以国民的人权为基础为前提。
秦晖认为“救灾是政府的最基本责任，没有必要感恩政府！如果你连灾都不救，要你政府干嘛。全世界救灾感谢政府的，只有中国人。”，该观点在2025年1月加州南部山火期间引起一轮热议。
秦晖主张权责对等原则：
（比方说）你主张一个责任大权力也大的政府，我主张一个权力小责任也小的政府，但我们要的都是“权责对应”的契约性政府，我们都不能接受那种权力大到不受制约、责任小得不可追问的政府，这就是“共同的底线”。显然这是“应然”的。左右中西都会有人赞成，但左右中西也都会有人反对，比如希特勒那样的“右派”和波尔布特那样的“左派”就都会反对。但我要的是学理上逻辑严谨，它可能使我在一些场合成为“左右公友”，在另一些场合成为“左右公敌”，但作为学者不应在乎这些。

## 事件
秦晖《走出帝制》一书于2015年出版后反响热烈，但不久就遭到官方封杀，新华书店等各大线下与线上书店均接到下架的指令。
2016年2月25日晚上7点20左右，秦晖在清华大学校内在去上课路上遭遇车祸随后住院治疗，肇事司机是清华大学一位教职员工。海淀区清河急救中心诊断为：头部有水肿，肋骨一处骨折，一处疑似骨折。

## 家庭
父母均为知识分子，曾是中国民主同盟（民盟）成员。妻子金雁是研究苏联和东欧历史的学者，1982年在广西结婚，女儿秦蓓蓓。

## 外界评价
秦晖被认为是中国自由主义的代表人物，也有观点认为他属于民主社会主义或左翼自由主义，亦曾接受《新左派评论》访谈。
中国人民大学教授张鸣：“中国唯一一位能做思想史还能做中国史、能做思想史还能做经济史、能做古代史还能搞现代史的人。”“秦晖是学界大人物，没有人比他更睿智，更犀利，对中国的问题，剖析得更深，每个论点提出，都会引起社会的一阵悸动。不过，在我看来，他其实只是一个喜欢在海边拾贝的大男孩，一个记性好，兴趣广，什么都喜欢琢磨的顽童。社会海洋里各种五彩斑斓各式各样的贝壳，他都有兴趣去拣，如果他有机会的话，从不担心家里装不下。”
张宏杰：“秦晖老师是一个从80年代“穿越”过来的人。为人处世、待人接物，完整地保留着80年代的习惯。”
网易财经称之为“超级经济学家”。
清华大学社会学博士叶攀认为，秦晖所支持的社会经济制度中，工人阶级和资本家以及各个社会阶级并不处于对等的位置，而“共同的底线”将会使得资本主义社会的基本结构和权力关系继续维持，甚至强化。

## 主要著作
- 《田园诗与狂想曲——关中模式与前近代社会的再认识》（与金雁合著）[38]
- 《传统十论——本土社会的制度、文化及其变革》，东方出版社，2014年[39]
- 《问题与主义——秦晖文选》，长春出版社，1999年
- 《市场的昨天与今天》
- 《耕耘者言——一个农民学研究者的心路》
- 《传统十论》
- 《变革之道》
- 《农村公社、改革与革命——村社传统与俄国现代化之路》（与金雁合著）
- 《天平集》
- 《农民中国——历史反思与现实选择》
- 《学问中国》
- 《江浙乡镇企业转制案例研究》
- 《南非之魂——曼德拉》（1998，译者，编者）
- 《五四新论》(合著)，台湾联经出版公司，1999年
- 《真实的马克思主义》
- 《自由、乌托邦与强制》
- 《经济转轨与社会公正》
- 《思无涯，行有制》
- 《十年沧桑——东欧诸国的经济社会转轨和思想变迁》
- 《政府与企业以外的现代化——中西公益事业史比较研究》
- 《实践自由》
- 《共同的底线》
- 《南非的启示》
- 《走出帝制——从晚清到民国的历史回望》[40]（2015年中國內地所有書店下架該書[41]）
- 《王气黯然——宋元明陕西史》
- 《鼎革之际——明清交替史文集》
- Globalization After the Pandemic， translated by David Ownby （本书没有中文版出版）
- 《秦汉史讲义》
- 《娜拉出走以后：中国女权的世纪反思》
- 《拯救民主》
- 《农民学与中国传统社会》（出版中）
- 《西方近现代史思想史》（出版中）